# Christiane Kunst
Christiane Kunst (* 29. September 1963 in Nienburg/Weser) ist eine deutsche Althistorikerin.
Christiane Kunst studierte in Marburg, München und London. In Marburg wurde sie 1991 bei Karl Christ in Alter Geschichte mit der Dissertation Römische Tradition und englische Politik promoviert. Anschließend nahm sie einen Lehrauftrag am University College London wahr. 1992 bis 1995 war sie Wissenschaftliche Mitarbeiterin an der Freien Universität Berlin. Seit 1995 arbeitete Kunst zunächst als Wissenschaftliche Mitarbeiterin, nach der Habilitation 2003 als Privatdozentin und Wissenschaftliche Oberassistentin am althistorischen Lehrstuhl von Pedro Barceló an der Universität Potsdam. 2006/07 war sie Gastprofessorin an der TU Dresden. Seit Oktober 2009 lehrt sie als Professorin für Alte Geschichte an der Universität Osnabrück.
Kunst ist Kennerin der römischen Familiengeschichte und der Adoption als Strategie der Familienorganisation; sie hat über Eheallianzen und die soziale Funktion der domus geforscht. Zudem ist sie Expertin des frühen Prinzipats und der Wissenschaftsgeschichte. 2008 veröffentlichte sie eine grundlegende Darstellung über Livia, die Ehefrau des römischen Kaisers Augustus, 2021 folgte eine zweibändige Studie zu den hellenistischen Königinnen. Kunst gibt daneben die an den Gräzisten und Paläographen Karl Benedikt Hase (1780–1864) gerichteten Briefe heraus.

## Publikationen
Monographien
- Römische Tradition und englische Politik. Studien zur Geschichte der Britannienrezeption zwischen William Camden und John Speed. (= Spudasmata. Band 55). Olms, Hildesheim u. a. 1994, ISBN 3-487-09001-5 (Zugleich: Marburg, Universität, Dissertation, 1991/92).
- Grenzen der Macht. Zur Rolle der römischen Kaiserfrauen. (= Potsdamer Altertumswissenschaftliche Beiträge. Band 3). Steiner, Stuttgart 2000, ISBN 3-515-07819-3.
- Leben und Wohnen in der römischen Stadt. 2., durchgesehene Auflage. Wissenschaftliche Buchgesellschaft, Darmstadt 2008, ISBN 978-3-534-16285-7.
- Livia. Macht und Intrigen am Hof des Augustus. Klett-Cotta, Stuttgart 2008, ISBN 978-3-608-94228-6. (Rezension)
- Basilissa. Die Königin im Hellenismus. 2 Bände: I. Die Quellen; II. Die Darstellung. Marie Leidorf, Rahden 2021, ISBN 978-3-89646-744-7.

Herausgeberschaften
- Römische Wohn- und Lebenswelten. Quellen zur Geschichte der römischen Stadt. (= Texte zur Forschung. Band 73). Wissenschaftliche Buchgesellschaft, Darmstadt 2000, ISBN 3-534-14605-0.
- Matronage. Handlungsstrategien und soziale Netzwerke antiker Herrscherfrauen. Beiträge eines Kolloquiums an der Universität Osnabrück vom 22. bis 24. März 2012. (= Osnabrücker Forschungen zu Altertum und Antike-Rezeption. Band 20). Leidorf, Rahden/Westfalen 2013, ISBN 978-3-89646-741-6.
- Alexander der Große am Granikos. Die Erzählung der Schlacht als Konfliktort. (= Osnabrücker Forschungen zu Altertum und Antike-Rezeption. Band 22). Leidorf, Rahden/Westfalen 2018, ISBN 978-3-89646-743-0.